# Anisacanthus ramosissimus
Anisacanthus ramosissimus là một loài thực vật có hoa trong họ Ô rô. Loài này được (Moric.) V.M.Baum mô tả khoa học đầu tiên năm 1982.